# Aidabaleten (Ort)
Aidabaleten ist ein osttimoresischer Ort in der Aldeia Aidabaleten (Suco Aidabaleten, Verwaltungsamt Atabae, Gemeinde Bobonaro). Er liegt in einer Meereshöhe von 373 m.
Das Dorf Aidabaleten befindet sich im Nordosten der Aldeia. Die durchgehende Straße führt nach Norden in das Nachbardorf Farumea und nach Süden in das Dorf Coitapo und den Suco Hataz. Im Dorf Aidabaleten steht eine Grundschule.